# Bir-Kunînskîi, Jovkva
Bir-Kunînskîi (în ucraineană Бір-Кунинський) este un sat în comuna Kunîn din raionul Jovkva, regiunea Liov, Ucraina.

## Demografie
Componența lingvistică a localității Bir-Kunînskîi
     Ucraineană (99,41%)
     Alte limbi (0,59%)
Conform recensământului din 2001, majoritatea populației localității Bir-Kunînskîi era vorbitoare de ucraineană (99,41%), existând în minoritate și vorbitori de alte limbi.